# ベントリーセカンダリーカレッジ
ベントリーセカンダリーカレッジはオーストラリアビクトリア州のメルボルン近郊にある、1956年創立の公立校である。現在の「Bentleigh Secondary College」という名称が決まるまでに、何度か名称の変更が行われた。現在の校長はウィリアム・リーフであり、白と青が学校の色として決められている。
現在、ビクトリア州からの支援で、校舎の建て替えが進んでいる。

## 言語学習
7年生になった生徒は、日本語、インドネシア語、ギリシャ語のいずれかの中からひとつを選び、週に3時間、学習することができる。9年生になると、この学習をやめることもできるが、学校は学習の継続を推奨している。

## スポーツ
州が体育館を建設したため、学校は、スポーツに一層、力を入れている。